# Carlo Ederle
Carlo Ederle (Verona, 29 maggio 1892 – Zenson di Piave, 4 dicembre 1917) è stato un militare italiano.
Pluridecorato ufficiale d'artiglieria del Regio Esercito durante la prima guerra mondiale, cadde in combattimento nel dicembre del 1917, venendo insignito della Medaglia d'oro al valor militare alla memoria.

## Biografia
Nacque a Verona il 29 maggio 1892, maggiore dei sei figli di Albino Ederle e Adele Caviola, e frequentò il Regio Ginnasio Liceo "Scipione Maffei" e in seguito la Facoltà di Ingegneria dell'Università di Padova. La sua grande passione per la vita militare lo portò tuttavia a iscriversi alla Regia Accademia Militare di Artiglieria e Genio di Torino da dove uscì nel 1912 con il grado di sottotenente d'artiglieria. Frequentò poi la Scuola di applicazione per ingegneri presso l'Università degli Studi di Padova, dando alcuni esami.
Nominato tenente nell'ottobre 1913, fu assegnato all'8º Reggimento artiglieria da campagna di stanza a Verona, pubblicando nel frattempo parecchi studi di argomento militare. Nell'aprile del 1915 fu promosso al grado di Capitano, assegnato al 320º Reggimento d'artiglieria.

### La prima guerra mondiale
Con l'entrata in guerra del Regno d'Italia, il 24 maggio 1915, Carlo Ederle, combatté dapprima in Cadore, prestando successivamente servizio presso il Centro sperimentale di artiglieria di Ciriè (Torino). Con il prosieguo della guerra presentò domanda per ritornare al fronte, riprendendo servizio sul Carso. presenziando sempre in prima linea a totale sprezzo pericolo. Ferito gravemente a una spalla nel corso del 1916, nel dicembre dello stesso anno, fu designato dal generale Nobili a dirigere il tiro di controbatteria delle artiglierie della 3ª Armata. A tale scopo costituì in seguito un gruppo di Osservatori d'Armata allo scopo di studiare le mosse del nemico e di fornire indicazioni utili ai comandi. Il 2 febbraio del 1917 venne insignito personalmente dal comandante dell'esercito francese, generale Robert Georges Nivelle, della Croce di guerra. Ferito nuovamente nel maggio 1917, il 6 agosto dello stesso anno fu promosso al grado di maggiore. In seguito alla disfatta di Caporetto organizzò la ritirata e il ripiegamento dei reparti d'artiglieria della 3ª Armata sulla linea del Tagliamento. Il pomeriggio del 4 dicembre 1917, mentre seguiva un'azione militare della fanteria italiana a Zenson di Piave, una pallottola di mitragliatrice lo colpì mortalmente al collo, tranciandogli l'arteria carotide.
Il 23 gennaio 1918 il re Vittorio Emanuele III gli conferì motu proprio la Medaglia d'oro al valor militare alla memoria.
Il 12 novembre dello stesso anno l'Università di Padova gli conferì la laurea ad honorem in Ingegneria. Sepolto dapprima nel cimitero di Melma (Silea), non distante dal Piave, le spoglie mortali furono in seguito traslate il 4 dicembre 1921 nel famedio BENEFICIS IN PATRIAM del Cimitero Monumentale di Verona.
A lui sono state intitolate numerose vie a Roma, Verona, Bonavigo, Grezzana e altre città, aule universitarie, caserme, scuole e monumenti. Tra questi ultimi segnaliamo quello scolpito in un masso di granito del Carso, del peso di 17 tonnellate, donato dagli Artiglieri in congedo e collocato a Verona in via Carlo Ederle a cura e con l'assistenza delle truppe americane del Comando SETAF il 17 maggio 1959.

## Pubblicazioni
- Le artiglierie semoventi, sul Politecnico, Milano, 1915.
- La gittata delle moderne artiglierie, sul Politecnico, Milano, 1915.
- La guerra d'oggi e l'artiglieria di domani, sulla Rivista militare italiana, Roma, 1915.
- Navi da guerra e batterie costiere, sulla Rivista militare italiana, Roma, 1915.